# دانشگاه آزاد اسلامی واحد شوشتر
دانشگاه آزاد اسلامی واحد شوشتر دارای ۶۰۰۰ دانشجو در ۱۲۲ رشته/مقطع تحصیلی کاردانی، کارشناسی، کارشناسی ارشد و دکتری حرفه ای می‌باشد. درآخرین ارزشیابی سازمان مرکزی واحد جامع شوشتر موفق به کسب امتیازی بالغ بر ۳۱۶۲ امتیاز دراواخر سال ۱۳۹۰ شده ‌است.

## پیشینه
این دانشگاه در سال ۱۳۶۹ با دو رشته و ۶۰ دانشجو فعالیت علمی خود را آغاز کرد که این تعداد دانشجو در سال‌های بعد(سال 1389) به ۲۳۰۰۰ دانشجو افزایش یافت.
در سال ۱۳۷۶ دو خوابگاه برای دختران و یک سالن ورزشی افتتاح گردید. به‌دنبال آن در سال ۱۳۸۲ دانشکده علوم انسانی توسط دکتر جاسبی افتتاح و در ادامه عملیات دیگر طرح‌های عمرانی دانشگاه در سال‌های بعد؛ همچون سالن غذاخوری (استادان، دانشجویان برادر و خواهر)، دانشکده فنی و مهندسی، دانشکده کشاورزی، مسجد باقر العلوم (ع)، استخر سرپوشیده و سالن بدنسازی، مجتمع آزمایشگاهی دانشکده کشاورزی، کلینیک دامپزشکی، مهمانسرای استادان، ساختمان اداری و ساختمان تحصیلات تکمیلی و … شروع شدند که تمامی آن‌ها تکمیل گردیده و به بهره‌برداری رسیده‌است.
دانشگاه آزاد اسلامی واحد شوشتر دارای پنج دانشکده مصوب، دو مرکز آموزشی و یک آموزشکده وابسته می‌باشد که عبارتند از:
1. دانشکده علوم انسانی
2. دانشکده فنی و مهندسی
3. دانشکده کشاورزی و دامپزشکی
4. دانشکده مهندسی علوم آب
5. دانشکده علوم اجتماعی
6. آموزشکده فنی و حرفه‌ای سما

و دو مرکز آموزشی وابسته «دانشگاه آزاد اسلامی مرکز گتوند» و «دانشگاه آزاد اسلامی مرکز شوش».

## رشته‌ها
واحد شوشتر هم‌اکنون دارای ۱۲۲ رشته تحصیلی در نظام پاره وقت و تمام وقت درمقاطع کاردانی، کارشناسی، کارشناسی ارشد و دکتری حرفه‌ای می‌باشد. یکی از پر متقاضی‌ترین رشته‌های دایر در منطقه شش (دانشگاه آزاد اسلامی استان خوزستان) با عنوان «دکتری حرفه‌ای دامپزشکی» در این واحد تأسیس گردیده‌است.

### مقطع دکتری تخصصی
۱۴ رشته در مقطع دکتری در دانشگاه آزاد اسلامی واحد شوشتر برای ادامه تحصیل وجود دارند که این رشته‌ها عبارتند از: 
- مهندسی عمران(مهندسی و مدیریت ساخت)، مهندسی عمران(مهندسی و مدیریت منابع آب)،
- تربیت بدنی و علوم ورزشی، مدیریت ورزشی، فیزیولوژی ورزشی
- ترویج کشاورزی پایدار
- مکانیزاسیون کشاورزی
- مدیریت دولتی، مدیریت دولتی( منابع انسانی)
- جامعه‌شناسی (جامعه‌شناسی سیاسی)
- زبان و ادبیات فارسی
- تاریخ (تاریخ اسلام)

وبیوشیمی است.

### مقطع دکتری حرفه ای
- دامپزشکی

کلینیک دامپزشکی با ۱۸۰۰ متر مربع مساحت و مجهز به بخش‌های آبزیان (اتاق آکواریوم و مزارع پرورش ماهی)، بخش آناتومی، بخش طیور، بخش داخلی دام کوچک، بخش داخلی دام بزرگ، بخش رادیولوژی، آزمایشگاه تشخیص، موزه جانورشناسی و بخش ژنتیک و اصلاح نژاد دام آماده ارائه خدمات مشاوره و درمانی در سطح استان می‌باشد.

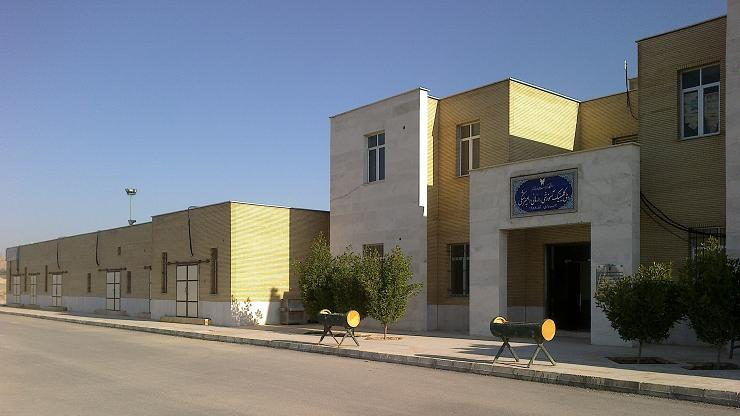
کلینیک دامپزشکی واحد جامع شوشتر

]]

### مقطع کارشناسی ارشد
- مهندسی عمران-مهندسی و مدیریت منابع آب
- مهندسی عمران-مدیریت ساخت
- مهندسی عمران-سازه‌های هیدرولیکی
- مهندسی معماری
- مهندسی مکانیک-طراحی کاربردی
- مهندسی مکانیک بیو سیستم-طراحی و ساخت
- مهندسی کشاورزی-آبیاری و زهکشی
- مهندسی کشاورزی-سازه‌های آبی
- مهندسی کشاورزی-شناسایی و مبارزه با علف‌های هرز
- مهندسی کشاورزی-خاک‌شناسی گرایش شیمی و حاصلخیزی خاک
- مهندسی کشاورزی-علوم و تکنولوژی بذر
- مهندسی کشاورزی-مکانیزاسیون ماشینهای کشاورزی
- مهندسی کشاورزی-مدیریت کشاورزی
- مهندسی کشاورزی-ترویج و آموزش کشاورزی پایدار- گرایش: نوآوری و کارآفرینی کشاورزی
- تاریخ-تاریخ ایران باستان
- تاریخ-تاریخ ایران اسلامی
- زبان و ادبیات فارسی
- تربیت بدنی-فیزیولوژی ورزش
- تربیت بدنی-رفتار حرکتی
- علوم اجتماعی-جامعه‌شناسی
- علوم اجتماعی-جمعیت‌شناسی
- علوم تربیتی-آموزش و پرورش ابتدایی
- مدیریت دولتی-۵گرایش

### مقطع کارشناسی

#### فنی و مهندسی
- مهندسی برق- شبکه‌های انتقال وتوزیع
- مهندسی برق-الکترونیک
- مهندسی مکانیک در طراحی جامدات
- مهندسی عمران
- مهندسی معماری
- مهندسی شهرسازی[نیازمند منبع]
- مهندسی کامپیوتر-تکنولوژی نرم‌افزار
- مهندسی کامپیوتر-سخت‌افزار
- مهندسی فناوری اطلاعات - رسانه
- فیزیک

#### علوم تجربی
- کارشناسی علوم آزمایشگاهی دامپزشکی
- مهندسی کشاورزی- ترویج و آموزش کشاورزی پایدار
- مهندسی کشاورزی-علوم دامی
- مهندسی کشاورزی-خاک‌شناسی
- مهندسی کشاورزی-آب
- مهندسی کشاورزی-علوم صنایع غذایی
- مهندسی کشاورزی-زراعت و اصلاح نباتات
- شیمی کاربردی
- مهندسی کشاورزی-گیاهپزشکی
- مهندسی کشاورزی-ماشین آلات کشاورزی

#### علوم اجتماعی
- علوم اجتماعی-برنامه‌ریزی اجتماعی
- علوم اجتماعی-خدمات اجتماعی
- علوم ارتباطات اجتماعی (روزنامه‌نگاری)
- مدیریت فرهنگی و هنری
- مدیریت دولتی

### مقطع کاردانی

#### فنی و مهندسی
- علمی کاربردی نرم‌افزار کامپیوتر
- علمی کاربردی سخت‌افزار کامپیوتر
- علمی کاربردی برق-قدرت
- کاردان فنی مخابرات
- کاردان فنی برق-الکترونیک
- علمی کاربردی صنایع قند سازی-نیشکر
- کاردان فنی ماشین ابزار
- کاردان ایمنی صنعتی
- کاردان فنی ماشین آلات
- کاردان فنی کارهای عمومی ساختمان
- کاردان فنی زیرسازی راه
- کاردان فنی عمران-آب و فاضلاب
- کاردان فنی پل‌سازی و ابنیه فنی
- علمی کاربردی عمران-سد و شبکه
- تکنولوژِی ماشینهای کشاورزی
- معماری سنتی
- معماری[نیازمند منبع]

#### علوم تجربی
- کاردانی دامپزشکی
- تکنولوژی تولیدات گیاهی
- تکنولوژِی مواد غذایی[نیازمند منبع]

#### علوم انسانی
- تربیت معلم قرآن کریم
- تربیت بدنی-مدیریت
- تربیت بدنی-مربیگری
- زبان و ادبیات فارسی
- حقوق
- باستان‌شناسی
- تاریخ
- مدیریت صنعتی کاربردی
- مدیریت دولتی
- امور دولتی
- امور مالی و مالیاتی
- مدیریت تربیت بدنی و علوم ورزشی
- حسابداری
- مدیریت دولتی
- مدیریت صنعتی[نیازمند منبع]
- امور دفتری (منشیگری)
- مردم‌شناسی
- باستان‌شناسی[نیازمند منبع]

کتابخانه
این دانشگاه دارای یک کتابخانه مرکزی با سه شعبه تخصصی (فنی و مهندسی، علوم انسانی، کشاورزی و دامپزشکی) بیش از ۱۲۰ هزار جلد کتاب فارسی با ۳۵ هزار عنوان، ۱۵ هزار جلد کتاب لاتین با ۱۱۵۰۰ عنوان و تعداد ۶۰۰ مقاله داخلی و خارجی، است. کتابخانه دیجیتالی مرکزی این واحد نیز آخرین یافته‌های علمی جهان را در دسترس دانشجویان قرار می‌دهد

## نگارخانه

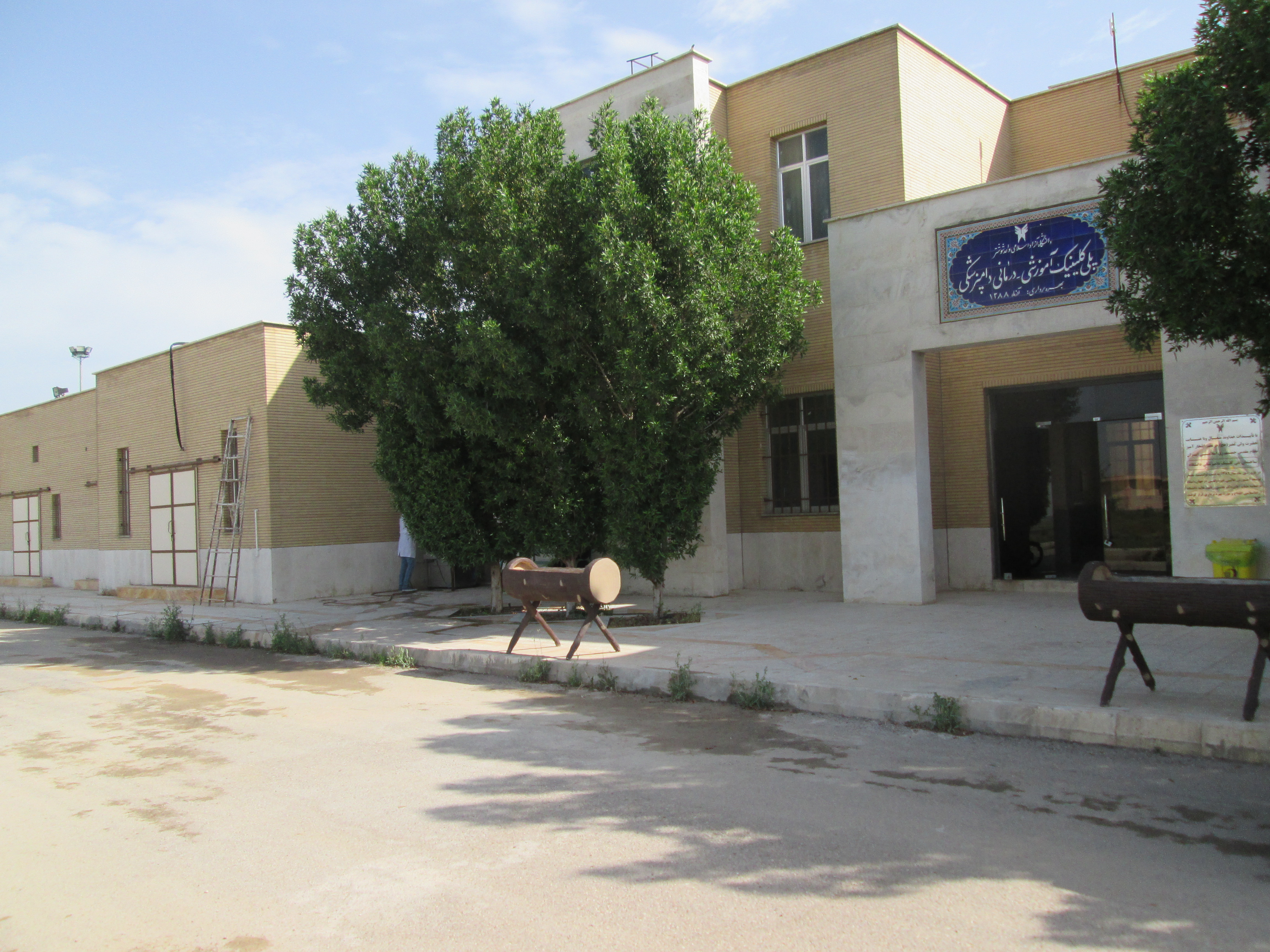
کلینیک دامپزشکی
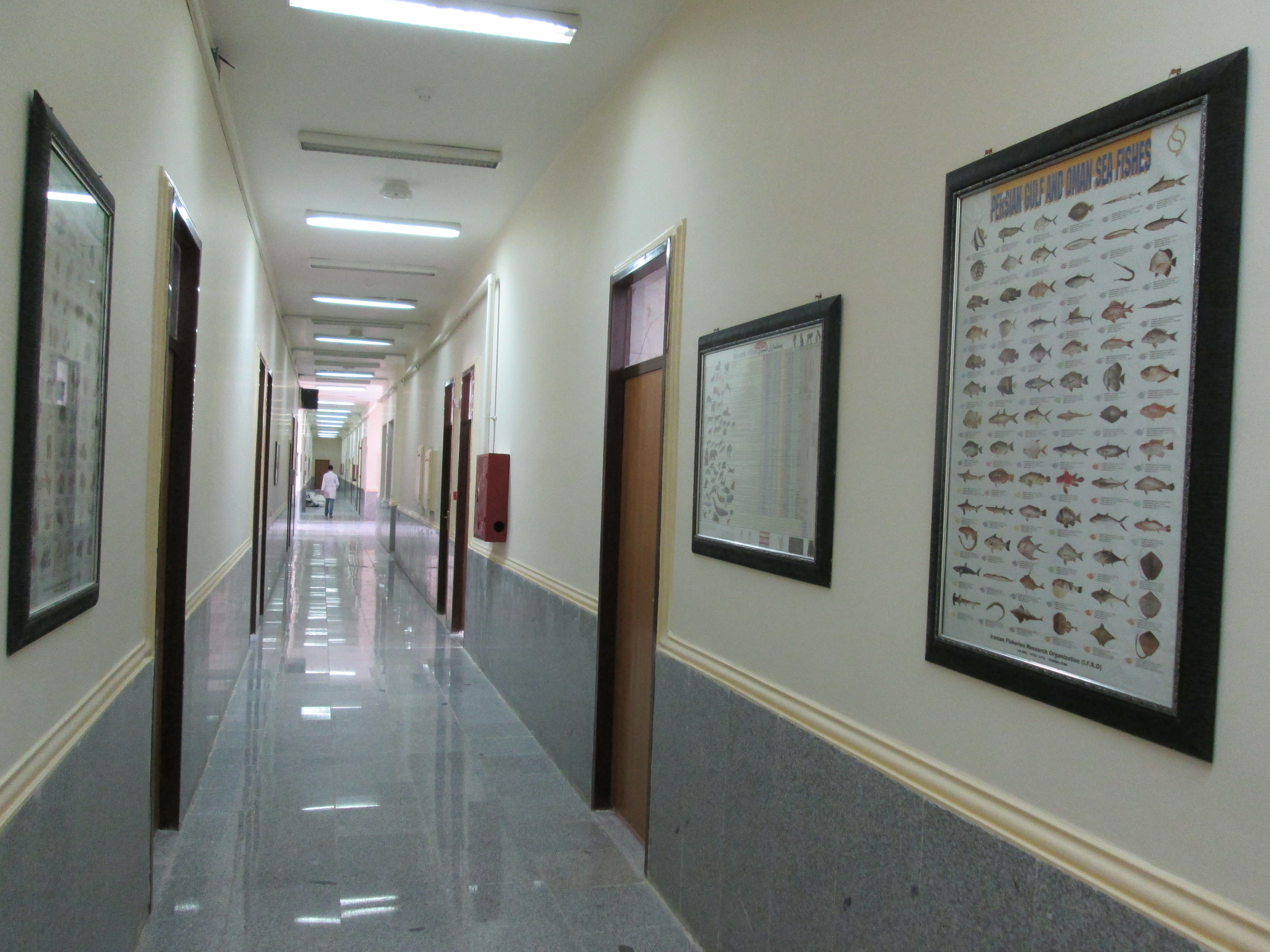
کلینیک دامپزشکی۲
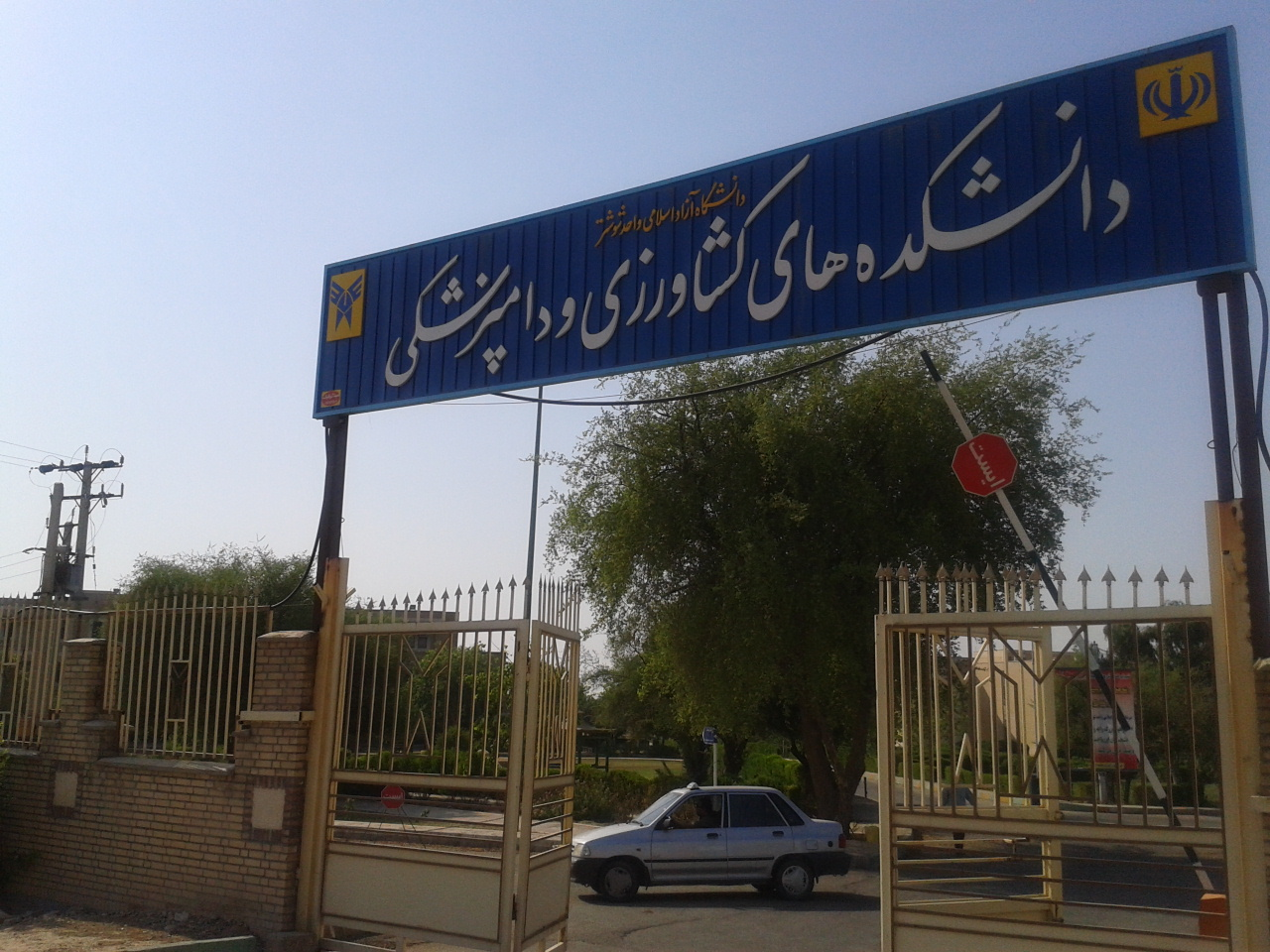
دانشکده دامپزشکی شوشتر
دانشکده علوم انسانی (ساختمان امام صادق)
ضلع جنوبی دانشکده علوم انسانی
دانشکده کشاورزی و دامپزشکی
دانشکده فنی (ساختمان خلیج فارس)
محوطه روبه‌روی دانشکده فنی
نمایی از محوطه پایینی دانشگاه
سلف سرویس دانشگاه
سلف سرویس دانشگاه
فاز یک خوابگاه خواهران
کباب‌سرا و بوفه دانشگاه
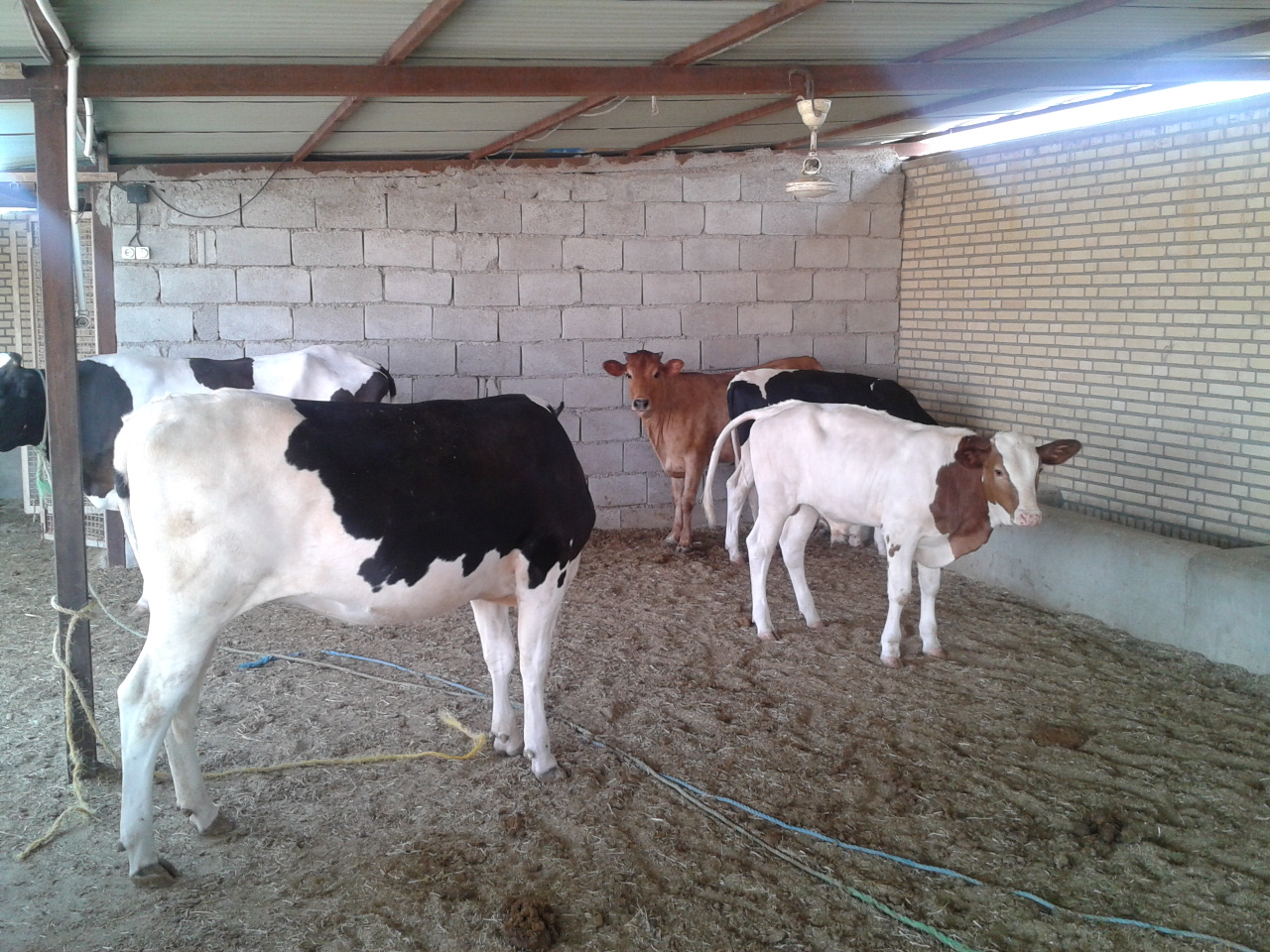
دامداری دانشکده دامپزشکی شوشتر